# Герб Давид-Городка
Герб Давид-Городка (бел. герб Давыд-Гарадка) — один из официальных символов города Давид-Городок, Белоруссия.
22 января 1796 года (закон № 17435) утверждён герб местечка Давыд-Городка (вместе с другими гербами Минского наместничества).
Герб Давид-городка утверждён 28 июня 1997 года Решением № 17 Давид-Городокского горисполкома. Герб внесён в Гербовый матрикул Республики Беларусь 1 декабря 1997 года под № 10.
Официальное описание:
в чёрном поле „русского“, или „французского“, щита река Горынь, на берегу которой серебряная пристань с двумя воротами, к ней пристаёт золотое судно с тюками товаров».

## Описание
В чёрном поле река Припять, на берегу коей серебряная пристань с двумя воротами и с пристающим золотым судном, нагруженным товаром в тюках.